# 静岡県道402号小笠山総合運動公園線
静岡県道402号小笠山総合運動公園線（しずおかけんどう402ごう おがさやまそうごううんどうこうえんせん）は、静岡県掛川市を通る道路（県道）である。掛川南環状線の一部である。

## 概要

### 路線データ
- 陸上距離：1.3km
- 起点：小笠山総合運動公園（掛川市平野）
- 終点：掛川市梅橋（国道1号交点、エコパ北交差点）

2002年（平成14年）に、小笠山総合運動公園の開設を睨んで整備し、2車線から4車線に拡幅し、制限速度を40km/hから50km/hに引き上げた。
2011年（平成23年）夏頃から、制限速度が50km/hから60km/hに引き上げられている（50の道路標識が消滅）。

## 通過する自治体
- 静岡県
  - 掛川市

## 主な接続路線
- 静岡県道403号磐田掛川線（エコパ交差点）[1]
- 国道1号（エコパ北交差点）[1]